# Этельберт (король Уэссекса)
Этельберт (др.-англ. Æþelbert; около 835 — осень 865, Шерборн, Англия) — король Кента в 855—865 годах и Уэссекса в 858 — 865 годах.

## Биография
В 858 году Этельберт, сын Этельвульфа и Осбурги, наследовал своему отцу в восточной части Уэссекса, а после смерти брата Этельбальда в 860 год вновь объединил страну. 
Во время правления Этельберта даны под руководством Рагнара Лодброка разграбили Кент и Нортумбрию, и даже дошли до Винчестера.
Этельберт умер осенью 865 года, так и не вступив в брак. Ему наследовал его младший брат Этельред I.